# RAF Iraq Command
O RAF Iraq Command era o comando das Força Aérea Britânica (Royal Air Force, ou RAF) responsável por liderar todas as forças britânicas no Iraque, durante as décadas de 1920 e 1930, período do Mandato Britânico da Mesopotâmia.

## Origens
Com o fim da Primeira Guerra Mundial e os subseqüentes cortes no orçamento de defesa das forças armadas britânicas, a recém-independente Força Aérea Real (Royal Air Force) assumiu a tarefa de policiar o Império Britânico a partir do ar; o argumento era de que o controle via aérea representaria uma maneira mais efetiva e menos custosa de se controlar grandes áreas, do que através das forças terrestres convencionais. Na Mesopotâmia existia uma necessidade de se contrapôr às aspirações turcas na região, e em 1920 uma Ala Mesopotâmica havia sido criada. Em janeiro de 1921 o Grupo Mesopotâmico foi formado a partir da antiga ala, e em 1 de outubro de 1922 o grupo foi absorvido ao recém-fundado Comando do Iraque (Iraq Command), que recebeu o controle de todas as forças britânicas naquele país.sh Forces in Iraq.

## Comandantes

### Formações precursoras
- 6 de janeiro de 1921 (como oficial em comando do Mesopotamian Group) capitão de grupo A E Borton
- 13 de outubro de 1921 (como oficial em comando do Iraq Group) capitão de grupo A E Borton

### Comando do Iraque
- 1 de outobro de 1922 comodoro do ar A E Borton
- 2 de junho de 1923 vice-marechal do ar J M Salmond
- 13 de março de 1924 vice-marechal do ar J F A Higgins
- 3 de novembro de 1926 vice-marechal do ar E L Ellington
- 1 de novembro de 1928 vice-marechal do ar H R M Brooke-Popham
- 2 de outubro de 1930 vice-marechal do ar E R Ludlow-Hewitt
- 1932 comodoro-do-ar C L Courtney (temporariamente)[1]
- 23 de novembro de 1932 vice-marechal do ar C S Burnett

## Chefes de estado-maior
Serviram como chefes de estado-maior no quartel-general do Comando do Iraque:
- 2 de fevereiro de 1923 comodoro do ar L E O Charlton (renunciou)[2]
- 22 de outubro de 1923 comodoro do ar J G Hearson[3]
- 19 de agosto de 1924 comodoro do ar H C T Dowding[4]
- 24 de abril de 1926 comodoro do ar T C R Higgins[5]
- 9 de março de 1928 capitão de grupo (posteriormente comodoro do ar) F W Bowhill (como chefe do estado-maior sênior)[6]